# 杜鵑穴粉蝨
杜鵑穴粉蝨（学名：Aleurolobus rhododendri）为粉蝨科穴粉蝨屬下的一个种。